# Баррі Кіоган
Баррі Кіоґан (англ. Barry Keoghan; транскр.: [kiˈoʊɡən], 18 жовтня 1992, Дублін, Ірландія) — ірландський актор, відомий за ролями у таких фільмах, як «Дюнкерк», «Убивство священного оленя», за які він отримав нагороду Ірландського кіно і телебачення за найкращу чоловічу роль другого плану, «Американські тварини», а також за роль Друїґа в Кіновсесвіті Marvel. На телебаченні відомий за драмою RTÉ «Любов/Ненависть» і мінісеріалом HBO «Чорнобиль». Крім того, Кіоґан є послом Christian Dior.
Володар премії BAFTA, номінант на премію «Оскар» як найкращий актор другого плану за роль у трагікомедії «Банші Інішерина» (2022).

## Біографія

### Ранні роки
Баррі Кіоґан виріс в Саммерхіллі, Дублін. Разом зі своїм братом він провів сім років в 13 різних прийомних сім'ях. Його мати померла від передозування героїну, коли йому було 12 років, після чого він був вихований бабусею по материнській лінії і тіткою.

### Кар'єра
У дитинстві Кіоґан з'являвся у шкільних п'єсах, але був вигнаний звідти за «безділля». Він почав свою акторську кар'єру у 2011 році. Він побачив оголошення про кастинг у місцевій вітрині, і зіграв невелику роль Аідо у фільмі «Між каналами», який був випущений у 2011 році. Потім він навчався акторській майстерності у The Factory, місцевій дублінській школі. У тому ж році, у віці 18 років, він з'явився в ірландській «мильній опері» «Місто-казка».
У 2013 році Кіоґан з'явився в ролі «сумно відомого вбивці кішок» Вейна у фільмі «Любов/Ненависть». Зігравши роль, актор заробив визнання в Ірландії і продовжив зніматися в «71» (2014), «Ссавець» (2016) і «Афера по-англійськи» (2016).
Кіоґан — боксер-любитель. Він повинен був дебютувати у вересні 2017 року на Celtic Box Cup, але був змушений відмовитись через травми.
Кіоґан знявся у двох фільмах у 2017 році. Він зіграв Джорджа Міллса в «Дюнкерку» і знявся в ролі Мартіна Ланга у «Вбивстві священного оленя», за який отримав нагороду Ірландського кіно і телебачення за найкращу чоловічу роль другого плана. У наступному році він з'явився у фільмі «Чорний 47-й» в ролі Гобсона, англійського солдата, дислокованого в Ірландії під час Великого голоду. У тому ж році взяв участь в зйомках у фільмі «Американські тварини», де зіграв Спенсера Рейнхарта. У 2019 році він був номінований на премію BAFTA, як «Зірка, що сходить».
У 2019 році зіграв роль радянського солдата Павла, покликаного для ліквідації аварії на Чорнобильській АЕС у мінісеріалі «Чорнобиль».
У 2022 році зіграв Домініка Кірні в трагікомедії «Банші Інішерина», за яку був нагороджений премією BAFTA як найкращий актор другого плану та номінувався на «Оскар» у тій же категорії. 2023 року вийшов фільм «Солтберн» з ним у головній ролі Олівера Квіка.

### Особисте життя
З 2021 року був у стосунках із дантисткою Елісон К'єранс. 8 серпня 2022 року у пари народився син Брандо, названий на честь актора Марлона Брандо. З кінця 2023 року до грудня 2024 року, знаходився у стосунках із співачкою Сабріною Карпентер.

## Фільмографія

### Фільми
| Рік  | Назва                       | Роль               | Примітки        | Посилання     |
| ---- | --------------------------- | ------------------ | --------------- | ------------- |
| 2011 | Stand Up                    | Хуліган            | короткометражка |               |
| 2011 | Між каналами                | Аідо               |                 |               |
| 2012 | Сталкер                     | Томмі              |                 |               |
| 2012 | Король вулиць               | Молодий Дублін Лад |                 |               |
| 2013 | Джек Тейлор: Священик       | Балахон 1          |                 |               |
| 2013 | Wasted                      | Бен                | короткометражка |               |
| 2013 | Легке життя                 | доставщик піци     |                 |               |
| 2013 | Залишся                     | Шон Міхан          |                 |               |
| 2014 | 71                          | Шон Бэннон         |                 |               |
| 2014 | На паузі                    | Красті             |                 |               |
| 2014 | North                       | Аарон              | короткометражка |               |
| 2015 | Norfolk                     | Хлопець            |                 | [ 15 ] [ 16 ] |
| 2015 | Трейдери                    | Кен                |                 |               |
| 2015 | The Break                   | Шон                | короткометражка |               |
| 2016 | Ссавець                     | Джо                |                 | [ 17 ] [ 18 ] |
| 2016 | Афера по-англійськи         | Вікно              |                 | [ 19 ] [ 20 ] |
| 2016 | Candy Floss                 | Шейн               | короткометражка | [ 21 ]        |
| 2017 | Хочу бути як ти             | Павло              |                 | [ 22 ]        |
| 2017 | Вбивство священного оленя   | Мартін Ленг        |                 | [ 17 ]        |
| 2017 | Дюнкерк                     | Джордж Міллс       |                 | [ 17 ]        |
| 2018 | Американські тварини        | Спенсер Рейнхард   |                 | [ 23 ]        |
| 2018 | Чорний 47-й                 | Хобсон             |                 | [ 24 ]        |
| 2019 | Calm With Horses            | Димфна             |                 |               |
| 2021 | Легенда про Зеленого лицаря | Сміттяр            |                 | [ 25 ]        |
| 2021 | Вічні                       | Друїґ              |                 |               |
| 2022 | Бетмен                      | в'язень Аркхема    |                 |               |
| 2022 | Банши Інішерина             | Домінік Керні      |                 |               |
| 2023 | Солтберн                    | Олівер Квік        |                 |               |
| 2024 | Гладіатор 2                 | Гета               |                 |               |
| 2025 | Поспішайте завтра           | Лі                 |                 |               |
| 2026 | Злочин 101                  |                    |                 |               |

### Серіали
| Рік  | Назва               | Роль                    | Примітки     |
| ---- | ------------------- | ----------------------- | ------------ |
| 2011 | Місто-казка         | Дейв Донохью            | 3 епізоди    |
| 2013 | Любов/Ненависть     | Вейн                    | 6 епізодів   |
| 2016 | Повстання           | Кормак Макдевіт         | 4 епізоди    |
| 2019 | Чорнобиль           | Павло                   | 3 епізоди    |
| 2020 | Y. Останній чоловік | Йорік Браун             | головна роль |
| 2023 | Ватажок             | Джонні Магі             | Netflix      |
| 2023 | Володарі повітря    | лейтенант Кертіс Біддік | головна роль |